# 山田温泉 (富山県)
山田温泉（やまだおんせん）は、富山県富山市（旧国越中国）にある温泉、また当地で温泉旅館を運営していた会社。温泉名は、かつての村名（山田村）に由来する。近くには牛岳温泉スキー場が存在する。

## 歴史
開湯は1200年前とされる。開湯伝説によれば、矢傷を負った猿が傷を癒しているところを発見したという。
江戸時代は富山藩藩主が遊覧（湯治）に訪れたことがあるという。
山田川の上流には一軒宿である『越中山田温泉玄猿楼』がある。かつての運営会社『山田温泉』は1959年8月に創業し、本館には清流を望む大浴場と六角形の建物に六角形の浴槽を設けた『夢殿』、混浴の岩風呂、釜風呂、和風サウナなどが存在した。別館『清流荘』は25m温水プールやシェイプアップフロアー、テニスやバレーボールの練習用コートが存在するスポーツレジャーセンターであった。
ピーク時には年間約7億円の売り上げがあったが、レジャーの多様化などで売り上げが減少し、2017年2月17日に自己破産申請した。
その後、新たな運営会社のもとで営業を再開すると報じられ、同年8月1日より再開。
2020年8月11日、富山県は新型コロナウイルス感染拡大に備え、『山田温泉玄猿楼』を軽症者・無症状者専用の療養施設として選定、8月13日から12月末まで使用された。
なお近隣には、小規模旅館の『山田温泉光楽』や、『ふれあいの里ささみね』などの宿泊施設も存在する。これらは山田西温泉という別源泉を引いている

## 泉質
現在の源泉は2号井（地下210mから動力揚水で毎分200.0リットルを湧出）を使用している。
- 弱食塩泉（ナトリウム・カルシウム - 塩化物泉）[9]
  - 源泉温度37.1℃[9]
  - pH8.68[9]
  - 溶存物質2018㎎/kg[9]
  - 加熱加温なし・源泉掛け流し